# VW Voyou
Pour plus de détails, voir Fiche technique et Distribution.
VW Voyou est un court métrage français réalisé par Jean Rouch et sorti en 1973. Il s'agit d'une commande de la Société commerciale de l'Ouest africain.

## Synopsis
Différents personnages, incarnés par Damouré Zika, utilisent une Coccinelle dans leur quotidien, au Niger.

## Fiche technique
- Titre original : VW Voyou
- Réalisation : Jean Rouch
- Musique : Tallou Mouzourane
- Société de production : Société commerciale de l'Ouest africain
- Pays de production :  France
- Langue originale : français
- Format : Couleur,  1.37
- Genre : Film publicitaire, Comédie
- Durée : 19 minutes
- Dates de sortie :
  - France : 1973

## Distribution
- Damouré Zika : Personnages principaux
- Tallou Mouzourane : Chanteur
- Lam Ibrahim Dia